# Port lotniczy Gander
Port lotniczy Gander (IATA: YQX, ICAO: CYQX) – kanadyjski port lotniczy położony w Gander, na wyspie Nowa Fundlandia, w prowincji Nowej Fundlandii i Labradorze w Kanadzie.
Z powodu zamachów terrorystycznych 11 września 2001 Stany Zjednoczone zamknęły swą przestrzeń powietrzną, a samoloty lecące do USA kierowano na inne, w tym kanadyjskie porty lotnicze. Lotnisko w Gander ze względu na wschodnie położenie geograficzne, było miejscem lądowania dla 38 samolotów lecących z kierunku Europy, na pokładzie których przebywało w sumie 6,6 tys. pasażerów i członków załogi. Więcej lotów przymusowo lądujących w Kanadzie przyjęły tego dnia jedynie, kolejno lotniska w Halifax oraz w Vancouver.